# Love Me Forever
Love Me Forever (Brasil: Ama-me Sempre / Portugal: Nas Asas da Canção) é um filme norte-americano de 1935, do gênero drama musical, dirigido por Victor Schertzinger e estrelado por Grace Moore e Leo Carrillo.
Após o sucesso de One Night of Love, a soprano da ópera Grace Moore e o diretor Victor Schertzinger repetiram a proeza com este Love Me Forever. Os destaques musicais são trechos de Rigoletto, Funiculì Funiculà e La Bohème (em que os atos foram permutados arbitrariamente, com Grace cantando as partes tanto de Mimi quanto de Musetta).

## Sinopse

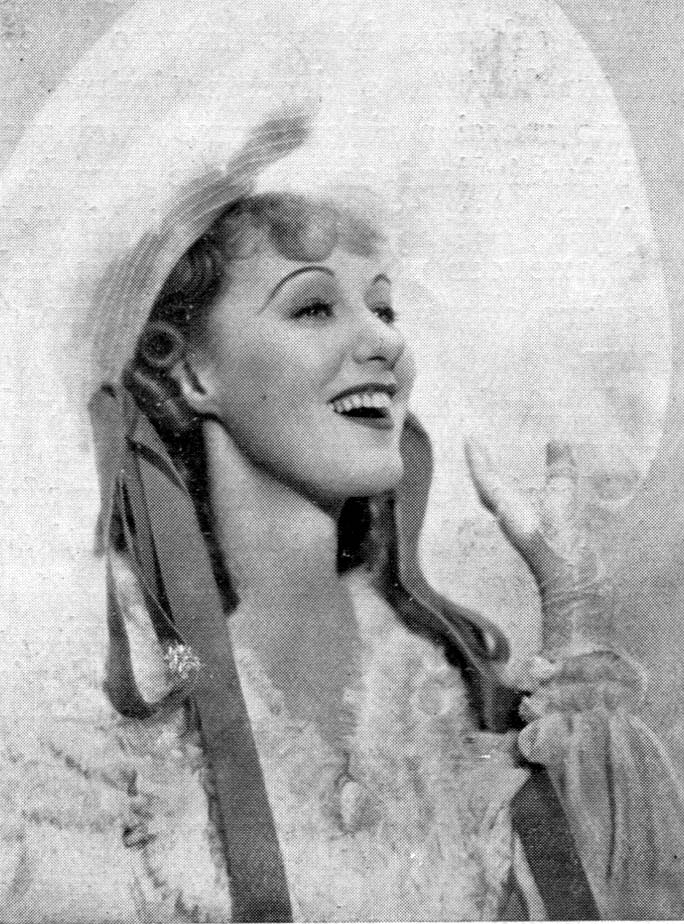
A soprano Grace Moore, nascida em 1901 no interior do Tennessee, foi estrela da Broadway e do Metropolitan Opera antes de atuar em dois filmes da MGM. Em seguida, assinou com a Columbia, onde estrelou uma série de sucessos que ajudaram a popularizar a ópera. Um deles, One Night of Love, deu-lhe uma indicação ao Oscar de Melhor Atriz. Escreveu sua autobiografia em 1944 e morreu em 1947, em um desastre de avião sobre Copenhague. Sua vida foi contada no filme So This Is Love (1953), tendo sido interpretada por Kathryn Grayson.

Margaret Howard já foi uma cantora famosa, mas agora está no limbo. Steve Corelli, um jogador mafioso apaixonado por óperas, tira-a da obscuridade e esgota toda sua fortuna para colocá-la no topo, na esperança de que ela caia de amores por ele. Margaret, porém, só pensa no tenor Michael Bartlett, o que é um problema para Steve.

## Premiações
| Patrocinador                                  | Prêmio | Categoria             | Situação |
| --------------------------------------------- | ------ | --------------------- | -------- |
| Academia de Artes e Ciências Cinematográficas | Oscar  | Melhor Mixagem de Som | Indicado |

## Elenco
| Ator/Atriz         | Personagem       |
| ------------------ | ---------------- |
| Grace Moore        | Margaret Howard  |
| Leo Carrillo       | Steve Corelli    |
| Michael Bartlett   | Michael Bartlett |
| Robert Allen       | Phillip Cameron  |
| Spring Byington    | Clara Fields     |
| Luis Alberni       | Luigi            |
| Douglass Dumbrille | Miller           |
| Thurston Hall      | Maurizio         |